# Normalna
Uzasadnienie: To samo, tylko w dwóch wymiarach; por. interwiki tamtego artykułu.

Normalna do krzywej w punkcie

Normalna do krzywej w punkcie – prosta przechodząca przez ten punkt i prostopadła do stycznej do krzywej w tym punkcie.

## Przypadek płaszczyzny
Jeśli krzywa będąca wykresem funkcji {\displaystyle f(x)} ma styczną w punkcie o współrzędnych {\displaystyle (x_{0},y_{0}),} gdzie {\displaystyle y_{0}=f(x_{0}),} to istnieje dokładnie jedna normalna w tym punkcie dana wzorem:
{\displaystyle y=-{\frac {x-x_{0}}{f'(x_{0})}}+y_{0},}
gdzie {\displaystyle f'(x_{0})} jest pochodną funkcji {\displaystyle f(x)} w punkcie {\displaystyle x_{0}.}
Jeśli krzywa dana jest równaniem w postaci parametrycznej {\displaystyle y=y(t)} i {\displaystyle x=x(t),} to normalna w punkcie {\displaystyle (x(t_{0}),y(t_{0}))} ma równanie:
{\displaystyle x'(t_{0})(x-x(t_{0}))+y'(t_{0})(y-y(t_{0}))=0,}
gdzie {\displaystyle x'(t_{0}),} {\displaystyle y'(t_{0})} są pochodnymi funkcji odpowiednio {\displaystyle x(t)} i {\displaystyle y(t)} w punkcie {\displaystyle t_{0}.}

## Uogólnienia
W przestrzeni trójwymiarowej odpowiednikiem prostej normalnej jest płaszczyzna normalna do krzywej w punkcie. Leżą w niej wszystkie normalne do krzywej w danym punkcie.